# Совхозний (Адигея)
Совхозний (рос. Совхозный; адиг. Совхоз) — селище Майкопського району Адигеї Росії. Входить до складу Побєденського сільського поселення.
Населення — 1468 осіб (2015 рік).